# Shoghi Effendi

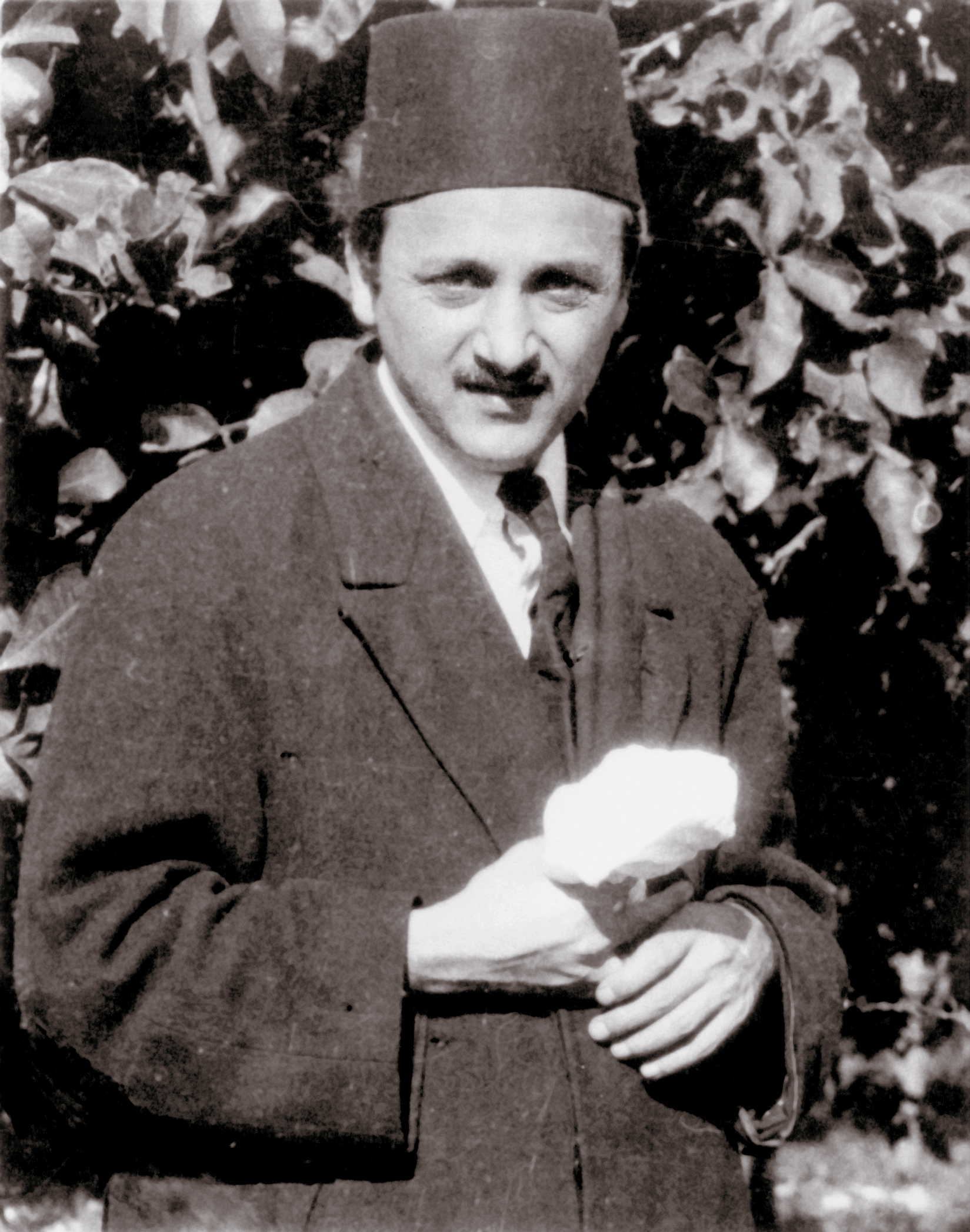
Shoghi Effendi

Shoghi Effendi più comunemente noto come Shoghí Effendí Rabbání (Acri, 1º marzo 1897 – Londra, 4 novembre 1957), fu Custode della Fede e leader della Comunità bahá'í dal 1921 fino alla morte, 1957.

## Biografia
Nacque da Mírzá Hádí Shírází e di Díyá'íyyih Khánum, a sua volta figlia di 'Abdu'l-Bahá, figlio di Bahá'u'lláh. Oltre a essere discendente di Bahá'u'lláh tramite sua madre Ḍíyáʼíyyih Khánum, la figlia maggiore di 'Abdu'l- Bahá,  era parente del Báb tramite il padre, Mírzá Hádí Shírází. Tra lui e il nonno, `Abdu'l-Bahá, si stabilì fin dai primi anni uno stretto legame, che lo avrebbe influenzato per tutta la vita. Il nonno gl'insegnò a pregare e lo incoraggiò nel canto e dallo stesso fu chiamato in segno di rispetto Effendi: Signore, denominazione che divenne parte del suo patronimico. Shoghi Effendi condivise fin dall'infanzia le sofferenze che subirono i Bahá'í in quel tempo ad Acri, compresi gli attacchi di Mírzá Muhammad `Alí e compagni contro il nonno.
Da ragazzo, era a conoscenza del desiderio del sultano Abdul Hamid II (regnò dal 1876 al 1909) di esiliare 'Abdu'l-Bahá nei deserti del Nord Africa dove avrebbe dovuto morire.

### Tavola di 'Abdu'l-Bahá per Shoghi Effendi
Essendo il nipote maggiore di 'Abdu'l-Bahá, il primo figlio della figlia maggiore di 'Abdu'l-Bahá,  Ḍíyáʼíyyih Khánum, Shoghi Effendi aveva un rapporto speciale con suo nonno. Zia Baghdadi, un baháʼí contemporaneo, racconta che quando Shoghi Effendi aveva solo cinque anni, tormentò suo nonno affinché scrivesse una tavola per lui, cosa che 'Abdu'l-Bahá fece:

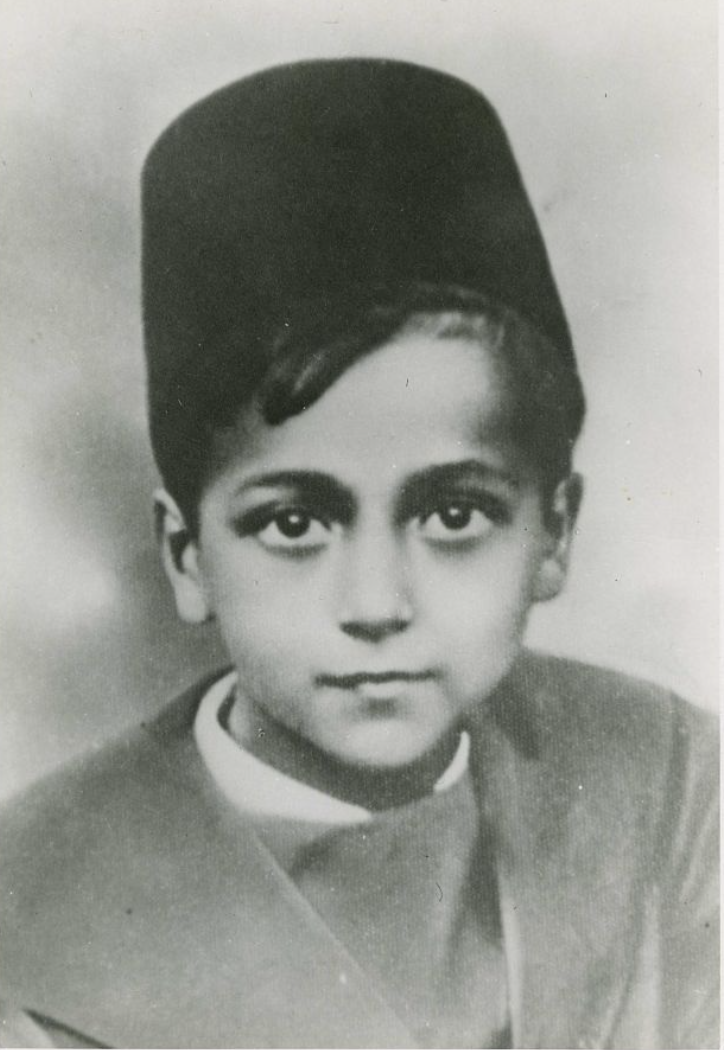
Shoghi Effendi

Lui è Dio! O mio Shoghi, non ho tempo per parlare, lasciami in pace! Hai detto scrivi, io ho scritto. Cos'altro si dovrebbe fare? Adesso non è il momento per te di leggere e scrivere. È il momento di saltare e cantare O mio Dio! Pertanto, memorizza le preghiere della Bellezza Benedetta e recitale affinché io possa ascoltarle. Perché non c'è tempo per nient'altro. 
Shoghi Effendi iniziò quindi a memorizzare una serie di preghiere e le recitò più forte che poteva. Ciò indusse i membri della famiglia a chiedere ad 'Abdu'l-Bahá di calmarlo, richiesta che apparentemente rifiutò.

### Istruzione
Shoghi Effendi fu  educato in casa, insieme con gli altri bambini della famiglia,  in seguito frequentò il  plesso francese delle Scuole cristiane di Haifa e successivamente in un'altra Scuola cattolica di Beirut.
Frequentò, più tardi, quella che sarebbe divenuta l'Università americana di Beirut, quindi, in Gran Bretagna, il Balliol College di Oxford, dove si diplomò in Scienze economiche e Scienze sociali. Durante i suoi studi si dedicò al perfezionamento dell'inglese, del quale assunse piena padronanza, aggiungendo tale competenza a quella che già aveva del francese, del persiano, del turco e dell'arabo. La fluente conoscenza di tali lingue gli permise di tradurre le lettere di `Abdu'l-Bahá e di poterlo aiutare come segretario.

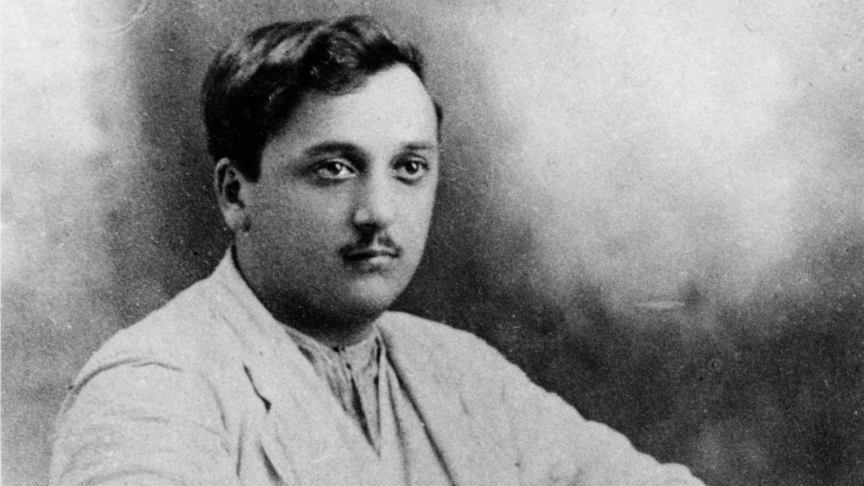
Shoghi Effendi

Shoghi Effendi fu esentato dal partecipare alla Prima Guerra Mondiale grazie alla neutralità del Collegio protestante siriano. Anche se le tensioni politiche nel 1917 causarono la  breve chiusura del collegio,  la vita studentesca continuò.
L’estate del 1918 e fino all’ingresso del Generale Allenby ad Haifa furono  periodi durante i quali la vita di 'Abdu’l-Bahá era in grave pericolo. Con l’approssimarsi dell’armistizio e dopo aver completato i suoi studi, Shoghi Effendi era pronto a tornare da suo nonno. Nell’autunno del 1918 tornò ad Haifa per assistere Abdu’l-Bahá nella sua crescente corrispondenza, trascorrendo quasi due anni in sua presenza.  In una lettera privata a un amico della fine del 1918 Shoghi Effendi riflette sulle indicibili sofferenze della guerra, e aggiunge che “questa è invero l’era del servizio”.
Dopo il periodo trascorso ad Haifa andò al Balliol College di Oxford, in Inghilterra, dove si immatricolò al corso in “Economia e Scienze Sociali”, perfezionando le sue capacità di traduzione.  Quello fu un periodo felice per Shoghi Effendi. I racconti delle persone che lo incontrarono, lo ricordano come uno studente allegro e popolare. Conobbe il futuro primo ministro britannico Anthony Eden. I suoi studi furono intervallati da viaggi occasionali in giro per il Regno Unito per incontrare, le comunità bahá’í. Shoghi Effendi fu particolarmente toccato quando incontrò il piccolo gruppo di bahá’í di Manchester.  Durante questo periodo, iniziò quella che sarebbe stata un’affinità per tutta la vita con aspetti della cultura britannica come la lettura quotidiana del Times e il suo amore per la letteratura inglese.

### Il trapasso di 'Abdu'l-Bahá
La notizia del trapasso di 'Abdu'l-Bahá colse Shoghi Effendi, nel novembre del 1921, mentre si trovava in Gran Bretagna per motivi di studio. Wellesley Tudor Pole che consegnò il cablogramma a Shoghi Effendi, narra che egli fu colto da profondo sgomento e angoscia che lo fecero collassare. Trascorse alcuni giorni con John Esslemont e dopo aver superato alcune difficoltà legate al suo passaporto il 16 dicembre fece ritorno in Terra Santa accompagnato da Sara Blomfield e sua sorella Ruhangiz, e arrivò a Haifa il 29 dicembre. Alcuni giorni dopo il suo arrivo fu aperto il Testamento di `Abdu’l-Bahá che era indirizzato a lui,  e nel quale si leggeva che era stato nominato “Custode della Fede”. In quel documento Shoghi Effendi è indicato come il Segno di Dio, il Ramo prescelto, il Custode della Causa di Dio: in seguito seppe che tale designazione era stata fatta quand’egli era ancora un bambino. La designazione a Custode della Causa lo pose a capo della Fede e lo rese un chiaro riferimento a cui avrebbe dovuto volgersi tutta la Comunità bahá’í.
Nel 1937 Shoghi Effendi sposò la canadese Mary Maxwell, poi chiamata Rúhíyyih Khanum, figlia unica di May Maxwell una tra i primi bahá'í canadesi, e di William Sutherland Maxwell, un architetto canadese che divenne Mano della Causa. Rúhíyyih Khanum fu la preziosa assistente del marito e dal 1941 ne fu anche la principale segretaria di lingua inglese. Shoghi Effendi morì a Londra, il 4 novembre 1957, dove fu sepolto nel New Southgate Cemetery.

### Vita privata
La vita personale di Shoghi Effendi fu in gran parte subordinata al suo lavoro di Custode della Fede. Non avendo un sostegno di segreteria per la massa di corrispondenza, aveva creato un modello di  lavoro rigoroso ed organizzato ad Haifa, che era occasionalmente intervallato da pause estive in Europa - nei primi anni spesso sulle Alpi svizzere. Nel 1929 e nel 1940 viaggiò anche attraverso l'Africa da sud a nord. In pubblico, Shoghi Effendi veniva variamente descritto come composto e molto informato sugli affari internazionali. In privato, i suoi contemporanei lo ricordano come caloroso, informale e spiritoso. Shoghi Effendi dormiva poco e di solito mangiava solo una volta al giorno. Era basso di statura, con capelli scuri, carnagione olivastra e occhi nocciola. Si dice che non assomigliava a suo nonno 'Abdu'l-Bahá (che era più alto e aveva gli occhi azzurri) ma al suo bisnonno Bahá’u’lláh.
Shoghi Effendi aveva un grande amore per la lingua inglese.  Era un appassionato di letteratura inglese e il suo stile riflette il suo amore per la lingua della Bibbia di Re Giacomo. Parlava un inglese colto senza inflessioni tipico di chi è dotato di una certa cultura,  e il persiano in un dialetto Isfahani, ereditato da sua nonna. Shoghi Effendi mantenne la nazionalità iraniana (persiana) per tutta la sua vita e viaggiò con un passaporto iraniano, sebbene non abbia mai visitato l'Iran.

### Matrimonio

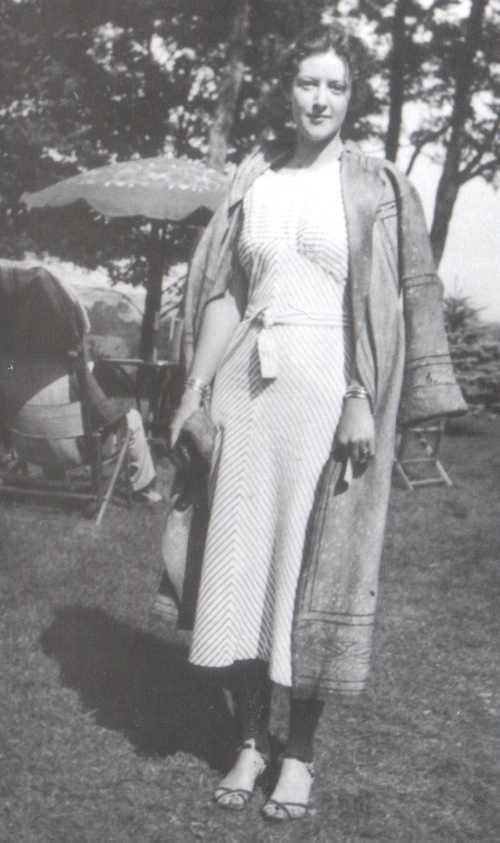
Mary Maxell (Ruhiyyih Khanum) nell'estate del 1934

Il 24 marzo 1937,  Shoghi Effendi sposò Mary Maxwell, conosciuta  come Rúhíyyih Khánum, di origine canadese. Era l'unica figlia di May Maxwell, una discepola di 'Abdu'l-Bahá, e William Sutherland Maxwell, un architetto canadese. Shoghi Effendi aveva incontrato Mary per la prima volta da ragazza quando giunse in pellegrinaggio con sua madre nel 1923.  Fece poi un altro pellegrinaggio da adolescente con due amici intimi di sua madre. Con l'incoraggiamento di Shoghi Effendi, Mary divenne un'attiva insegnante bahá’í e in una lettera indirizzata a lui la descrisse come "una ragazza bella e rassicurante da conoscere".
Nel 1936, Shoghi Effendi scrisse a Mary e a sua madre, invitandole a visitare Haifa. Arrivarono nel gennaio del 1937 e ne seguì un discreto periodo di corteggiamento tra Shoghi Effendi e Mary. Al momento del loro matrimonio, Mary aveva 26 anni ed era una donna alta e atletica che aveva trascorso 18 mesi nella Germania nazista con sua cugina prima di venire ad Haifa. La coppia si è scambiata i voti nuziali nella stanza di Bahíyyih Khánum nella Casa di 'Abdu'l-Bahá ad Haifa. La cerimonia è stata breve, semplice e discreta, con Rúhíyyih Khánum vestita di nero. Solo poche persone erano a conoscenza del matrimonio, compresi i testimoni e un piccolo gruppo di residenti di Haifa. La notizia del matrimonio è stata una sorpresa significativa per la comunità bahá’í mondiale quando la madre di Shoghi Effendi ha telegrafato ai bahá’í la notizia.
Annuncio alle Assemblee la celebrazione del matrimonio dell'amato Custode. Inestimabile onore conferito all’ancella di Bahá’u’lláh Ruhiyyih Khanum Miss Mary Maxwell. Unione di Oriente e Occidente proclamata dalla Fede bahá'í cementata. Firmato: Ziaiyyih madre del Custode.

Sebbene Shoghi Effendi e Rúhíyyih Khánum non abbiano avuto figli, Rúhíyyih Khánum divenne la sua fedele assistente e compagna. Nel 1941 divenne la segretaria di Shoghi Effendi per la lingua inglese.  Nel 1951, in una rara dichiarazione pubblica, esternando dei suoi sentimenti privati, descrisse sua moglie come "la mia compagna, il mio scudo nel respingere i dardi di coloro che violano il Patto e la mia instancabile collaboratrice negli ardui compiti che mi assumo".

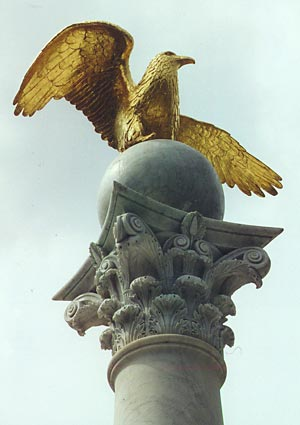
Monumento sulla tomba di Shoghi Effendi

## La vicenda del testamento di `Abdu'l-Bahá
Il testamento di `Abdu'l-Bahá venne redatto 21 anni prima della sua pubblicazione, quando Shoghi Effendi aveva appena 3 anni. Il testamento lo designò successore di `Abdu'l-Bahá, capo della comunità bahá’í e interprete della Fede.
Nonostante il testo scritto, alcuni bahá’í non accettarono quella successione, dicendo che dopo `Abdu'l-Bahá non ci sarebbe stato alcun successore e che la Casa Universale di Giustizia sarebbe stata il futuro della fede. Alcuni di tali oppositori sono divenuti babí; altri hanno abbracciato l’islam.. Tra i principali bahá'í che non accettarono Shoghi Effendi ricordiamo lo scrittore Ávárih, Hassan Nìku, Mirza Saleh Eghtesad e Mirza Ahmad Sohrab. In particolare Ávárih all'inizio pose in dubbio l'autenticità del Testamento di `Abdu'l-Bahá, poi cercò di sollevare la comunità bahá’í in Iran contro Shoghi Effendi e alla fine ripudiò Bahá'u'lláh, mentre Ahmad Sohrab cercò di creare negli Stati Uniti una nuova setta senza successo.
Per quanto riguarda i famigliari di Shoghi Effendi, all'inizio, alla lettura del testamento di `Abdu'l-Bahá, essi mostrarono lealtà e devozione, ma presto iniziarono a farsi a lui ostili e inclini alla ribellione. Ai loro occhi Shoghi Effendi risultava sempre un loro pari. Nonostante l'atteggiamento umile e fraterno di Shoghi Effendi e i suoi ripetuti tentativi di coinvolgere i suoi fratelli e cugini nel servizio alla Fede bahá’í, essi si discostarono sempre più da lui. Prima della rottura Shoghi Effendi tentò tutto ciò che poteva fare: non svelò alla comunità la loro ribellione per un considerevole periodo di tempo, ignorò i loro insulti e sopportò in silenzio la loro mala condotta. Alla fine Shoghi Effendi fu costretto a rompere ogni relazione con i genitori, con i due fratelli e con le due sorelle. Né`Abdu'l-Bahá, né Shoghi Effendi avallarono o permisero mai alcuna seppur lontana traccia di nepotismo religioso; lasciando come perenne esempio al mondo un retaggio di lealtà, giustizia e imparzialità, che è destinato a influenzare ogni tipo d'affidabile politica futura nella travagliata storia dell'umanità.
Rúhíyyih Rabbani, moglie e biografa di Shoghi Effendi, spiega come l'intera esistenza di Shoghi Effendi fosse stata logorata dall'ambizione, dalla follia, dalla gelosia e dall'odio di certe persone, pure congiunti, che si levarono contro di lui, nell'illusione di abbattere la neonata fede o di screditarne il Custode. Uno dei principali motivi d'astio era la gelosia nei confronti di Shoghi Effendi, considerata anche la sua giovane età.

## Attività

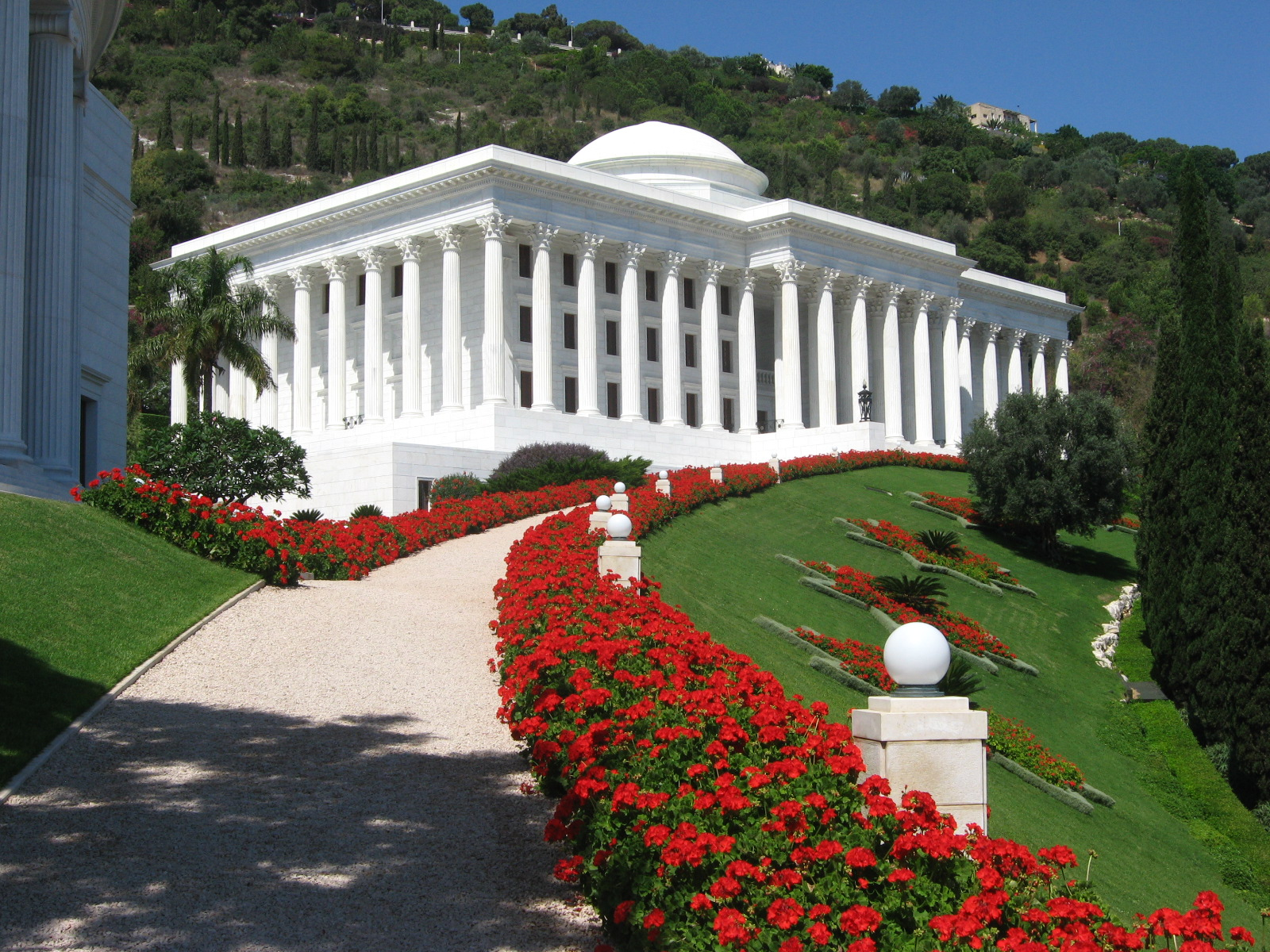
Casa Universale di Giustizia bahá'í, Haifa

Durante la sua leadership la Fede bahá'í divenne una religione globale, in continua crescita nel numero di fedeli e di nazioni dove diffondersi. Dal momento della nomina a Custode della Fede fino alla sua morte il numero dei fedeli passò da 100.000 a 400.000 circa e i Paesi in cui la nuova religione giunse aumentarono da 35 a 200.
Come Custode e capo della Fede, Shoghi Effendi aveva la chiara visione di come la Comunità bahá'í si sarebbe dovuta sviluppare e lo comunicò al mondo dei credenti attraverso missive e incontri che ebbe con i pellegrini che lo visitavano a Haifa.
Durante gli anni '20 iniziò a introdurre l'amministrazione bahá'í alle varie comunità di fedeli sparse per il mondo, piccole comunità che cercò di rafforzare e sviluppare. Sotto la sua direzione furono formate le prime Assemblee Spirituali Nazionali e diverse migliaia di Assemblee Spirituali Locali, le quali divennero le basi del sistema amministrativo della Fede bahá'í. Durante gli anni '30 lavorò a diverse traduzioni in inglese, traducendo dall'arabo e dal persiano le opere di Bahá'u'lláh. A partire dal 1937 attuò una serie di piani per espandere e fondare Comunità bahá'í in ogni parte del globo.
Il culmine di quei piani fu la Crociata di dieci anni che andò dal 1953 al 1963, il cui scopo fu la diffusione e il consolidamento della Fede bahá'í nel mondo. Solo sei anni dopo l'impensato trapasso di Shoghi Effendi, al termine di tale fondamentale crociata, nel 1963, fu eletta la prima Casa Universale di Giustizia.
Sul finire degli anni '40 iniziò a strutturare e abbellire il Centro Mondiale Bahai, terminando la costruzione del Mausoleo del Báb e costruendo l'edificio dell'Archivio internazionale bahai, tracciando e curando i giardini di Bahji dove c'è il Mausoleo di Bahá'u'lláh.
Negli anni '50 consolidò l'edificazione spirituale dell'amministrazione bahá'í istituendo il Consiglio Internazionale Bahai, precursore della Casa Universale di Giustizia; e nominando 32 Mani della Causa, credenti bahá'í che s'erano distinti al servizio della Fede e la cui funzione era la diffusione e la protezione della Fede stessa.
Si dedicò agli affari relativi alla Fede bahá'í e ai suoi aspetti spirituali, visto che a lui solo spettava la chiara interpretazione degli scritti di Bahá'u'lláh e di `Abdu'l-Bahá.
Lo stile della sua leadership fu contrassegnato dalla sua costante cordialità e da uno spirito di fratellanza; mai esaltò lo status del suo ruolo o della sua persona, rifiutando sempre che ci si rivolgesse a lui con titoli onorifici. Svolse con lealtà e grande dignità la funzione di rappresentante ufficiale della Fede bahá'í presso le autorità israeliane

## Leadership
Alla morte di Shoghi Effendi 1957, l'istituto della leadership della comunità bahá'í entrò in una nuova fase, passando da singolo o individuale a un ordinamento costituito da organi collegiali a capo dei quali fu temporaneamente l'istituito i Reggenti della Causa di Dio, con l'ausilio del Consiglio internazionale bahá'í, e poi la Casa Universale di Giustizia.
Una ereditaria successione nella Custodia della Causa era prevista dal testamento di 'Abdu'l-Bahá per nomina da parte del precedente titolare a favore del successivo, con il prerequisito, però, che avvenisse per linea maschile tra i discendenti di Bahá'u'lláh, ma Shoghi Effendi non ebbe eredi e tutti gli altri discendenti di Bahá'u'lláh erano stati espulsi dalla Comunità bahá’í in precedenza.
Shoghi Effendi era stato nominato da 'Abdu'l-Bahá  come suo successore e Custode della Causa di Dio con l'implicita autorità di interpretare gli scritti del Báb, di Bahá'u'lláh e di definire il campo d'azione dell'organismo legislativo.
La soluzione del problema successorio a Shoghi Effendi spettò quindi, dopo l'elezione, alla Casa Universale di Giustizia, l'unica istituzione competente a risolvere la situazione imprevista. La Casa Universale di Giustizia stabilì non fosse possibile, proprio per assenza del prerequisito, di nominare un successore a Shoghi Effendi, che rimase il primo e ultimo Custode della Fede.
Subito dopo l'improvvisa morte di Shoghi Effendi la Fede bahá'í fu retta temporaneamente dalle Mani della Causa, che elessero, scegliendo tra di loro "9 Custodi" come Organo Consiliare o collegiale della Fede. Le Mani della Causa ebbero allora la pesante responsabilità di portare a compimento la Crociata decennale iniziata dal Custode e gestire la transizione del Consiglio Internazionale Bahai fino all'elezione della Casa Universale di Giustizia.

## Casa Universale di Giustizia e successione
Alla fine della Crociata di Dieci Anni, voluta da Shoghi Effendi e conclusasi nel 1963, la Casa Universale di Giustizia fu eletta per la prima volta. La prima questione che Essa esaminò fu proprio quello derivante dal fatto che Shoghi Effendi non aveva nominato il proprio successore.
La Casa Universale di Giustizia concluse che, date le circostanze e i criteri espressi dalle volontà e dal testamento di `Abdu'l-Bahá, non v'erano legittime possibilità di nominare un nuovo Custode: Shoghi Effendi restò quindi l'unico Custode della Fede.
Secondo il Cesnur la decisione di non nominare un altro Custode fu contestata da una delle Mani della Causa, l'americano Charles Mason Remey (1874-1974), il quale nel 1960 si autoproclamò secondo “Custode”. Tale defezione ebbe però scarso seguito. Nonostante tale crisi interna, la Fede Bahai continuò nella sua espansione, e la guida passò come previsto alla Casa Universale di Giustizia col pieno sostegno delle Assemblee Spirituali Nazionali di 181 paesi e oltre cinque milioni di aderenti. Nei paesi islamici, attualmente sono presenti l'1% dei suoi membri contro il 71,3% del 1928; ma soprattutto in Iran, i Bahá’í sono purtroppo ancora oggetto di persecuzioni.

## Custodiato
La carica di 'Custode’ annunciava una linea ereditaria di guide nella religione, per degli aspetti simile all'Imamato sciita.  Ciascun Custode avrebbe dovuto essere nominato dal precedente tra i discendenti maschi di Baháʼu'lláh, preferibilmente secondo il principio di primogenitura.  La nomina doveva essere fatta durante la vita del Custode e poi chiaramente approvata da un gruppo di Mani della Causa.  ] Il Custode avrebbe presieduto la Casa Universale di Giustizia e avrebbe avuto l'autorità di espellerne i membri. Sarebbe stato anche responsabile della ricevuta dell’Huqúqu'lláh, della nomina di nuove Mani della Causa, di fornire interpretazioni "autorevoli e vincolanti" degli scritti baháʼí, e di scomunicare coloro che ne violassero il Patto. 
I baháʼí dell’epoca non avevano chiara la questione di chi sarebbe succeduto ad ‘Abdu'l-Bahá, per quanto la Casa Universale di Giustizia fosse l'istituzione già prevista e stabilita da Baháʼu'lláh, la carica di Custode nella Fede non fu apertamente introdotta che alla lettura pubblica delle ultime volontà e testamento di 'Abdu'l-Bahá dopo il suo funerale. 
Fu solo dopo d'allora che Shoghi Effendi scoprì d'essere stato nominato, nel testamento, come “il Segno di Dio, il ramo prescelto, il Custode della Causa di Dio” e d'essere stato così designato quand'era ancora un fanciullo. La designazione a Custode della Causa lo pose a capo della Fede e lo rese un riferimento a cui avrebbe dovuto volgersi chiaramente tutta la Comunità bahá’í. 
Basandosi sulle fondamenta fissate nel testamento di ‘Abdu'l-Bahá, Shoghi Effendi delineò poi il ruolo di Custode in diverse sue opere, tra cui L'Amministrazione Baháʼí  e L'Ordine Mondiale di Baháʼu'lláh.    In questi suoi libri Shoghi Effendi volle sottolineare che né lui stesso né qualsiasi futuro Custode avrebbero mai dovuto essere considerati pari ad ‘Abdu’l-Bahá, o considerati una persona santa. Coerentemente, chiese ai baháʼí di non festeggiare il suo compleanno e di non mettere in evidenza suoi ritratti.  Nella sua corrispondenza con i baháʼí, Shoghi Effendi si firmava come "fratello" e "collaboratore", al punto che anche rivolgendosi ai giovani, si riferiva a se stesso come "il vostro vero fratello".  
Shoghi Effendi scrisse che l'infallibilità delle sue interpretazioni riguardava solo questioni inerenti alla Fede baháʼí e non argomenti come l'economia o la scienza. 
Nei suoi scritti, Shoghi Effendi marcò una netta separazione dei poteri tra le “colonne gemelle” del Custodiato e della Casa Universale di Giustizia.  I ruoli del Custode e della Casa Universale di Giustizia sono però descritti come complementari, il primo fornisce l'interpretazione autorevole degli Scritti, e la seconda provvede flessibilità e autorità per giudicare “su questioni che siano oscure e su argomenti che non siano espressamente menzionati nel Libro".   Shoghi Effendi spiega che queste due istituzioni sono interdipendenti e hanno specifiche sfere di giurisdizione.   Ad esempio, il Custode potrebbe indicare la sfera dell'azione legislativa o richiedere che una particolare decisione venga riconsiderata, ma non potrebbe influenzare l'elezione della Casa Universale di Giustizia, dettarne la costituzione, o ignorarne le decisioni.   Shoghi Effendi, evidenziando l’importanza del Custodiato, scrisse che senza di esso l'Ordine Mondiale di Baháʼu'lláh sarebbe rimasto "mutilato". 

## Opere
Gli scritti di Shoghi Effendi sono perlopiù dei commentari o traduzioni di opere delle Figure centrali della Fede, traduzioni e commentari che per i bahá'í assumono un'importanza speciale in quanto il loro carattere è autorevole, poiché  sono delle interpretazioni  del messaggio originale di Bahá'u'lláh e che 'Abdu'l-Bahá gli affidò come servizio nelle Sue Ultime Volontà e Testamento,  istituendo anche delle linee guida per le traduzioni dei tantissimi Scritti Sacri bahá'í che sono ancora solo in lingua originale.:
Shoghi Effendi tradusse in inglese molti degli Scritti del Báb, di Bahá'u'lláh e di 'Abdu'l-Bahá, compresi le Parole celate nel 1929, il Kitáb-i-Íqán nel 1931, le  Spigolature dagli scritti di Bahá'u'lláh, nel 1935 e l'Epistola al figlio del Lupo nel 1941. La maggior parte dei suoi scritti sono di tipo epistolare e costituiscono un corpo importante nella produzione letteraria e socio-teologica di Shoghi Effendi, circa 30.000 unità
Fra i suoi scritti si evidenziano la raccolta di lettere scritte dal 1929 al 1931 ai bahá'í del Continente Americano: L'Ordine mondiale di Bahá'u'lláh, relativa alla natura dell'amministrazione bahá'í; la lettera L'Avvento della giustizia divina, relativa all'insegnamento della religione e la lettera  Il giorno promesso, relativa alle lettere indirizzate da Bahá'u'lláh ai leader del mondo del Suo tempo.
L'unico libro che scrisse Shoghi Effendi è Dio Passa nel Mondo, nel 1944, in inglese, per commemorare il centenario della nascita della Fede bahá'í.

## Attestazioni
- Poco dopo la sua inattesa e improvvisa dipartita, le 27 Mani della Causa allora in vita, firmarono un'unanime dichiarazione in cui attestavano che Shoghi Effendi era trapassato senza aver nominato il suo successore[9]. Non aveva infatti lasciato alcun testamento, e così le Mani della Causa si trovarono a dover fronteggiare un imprevisto problema. Essendo la carica di Custode ereditaria, il Custode avrebbe dovuto designare tra i suoi parenti o figli maschi un successore,[31] non avendo figli ed essendo già tutti espulsi dalla Comunità bahá'í i discendenti maschi della famiglia di Bahá'u'lláh, la soluzione di tale dilemma doveva spettare alla Casa Universale di Giustizia, la quale fu poi istituita solo nel 1963.

- Dopo la morte del Custode, Rúhíyyih Khanum, la Sua consorte, pubblicò degli estratti dal proprio diario per mostrare vari aspetti problematici che hanno amareggiato e addolorato la vita esemplare costruttiva e comunque radiosa di Shoghi Effendi[9].